# Perturbaciones del oeste

Una perturbación del oeste sobre el norte de Pakistán e India en noviembre de 2012

Se conocen como perturbaciones del oeste a un tipo de tormentas extratropical que se origina en la región mediterránea, que trae lluvia repentina de invierno a partes del noroeste del subcontinente indio. Es un  patrón de precipitaciones no monzónicas conducidas por los vientos del oeste. La humedad de estas tormentas normalmente se origina sobre el mar Mediterráneo y el océano Atlántico. Las tormentas extratropicales son fenómenos globales que acarrean humedad normalmente en la zona superior de la atmósfera, a diferencia de su contraparte tropical donde la humedad se asienta en la atmósfera más baja. En el caso del subcontinente indio, esta humedad a veces precipita en forma de lluvia cuando el sistema de tormenta se topa con el Himalaya.
Las perturbaciones del oeste son importantes para el desarrollo agrícola de cultivos rabi (cultivos de invierno), los cuales incluyen al trigo.

## Formación
Las perturbaciones del oeste se originan en la región mediterránea. Una área anticiclónica sobre Ucrania y sus alrededores se consolida, causando la intrusión de aire frío desde regiones polares hacia una área de aire relativamente más tibio con altos niveles de humedad. Esto genera condiciones favorables para la ciclogénesis en la atmósfera superior, el cual promueve la formación de una depresión extratropical que se mueve hacia el este. Viajando a velocidades de hasta 12 metros por segundo (43 km/h), las perturbaciones se mueven hacia el subcontinente indio hasta que el Himalaya inhibe su desarrollo, a raíz de lo cual la depresión rápidamente se debilita. Las perturbaciones del oeste son incrustadas en la corriente en chorro subtropical occidental.

Perturbaciones del oeste moviéndose hacia el subcontinente indio. Pueda ser visto como una gran nube que se origina en el Mar Negro, progresando posteriormente hacia el este.

## Importancia e impacto

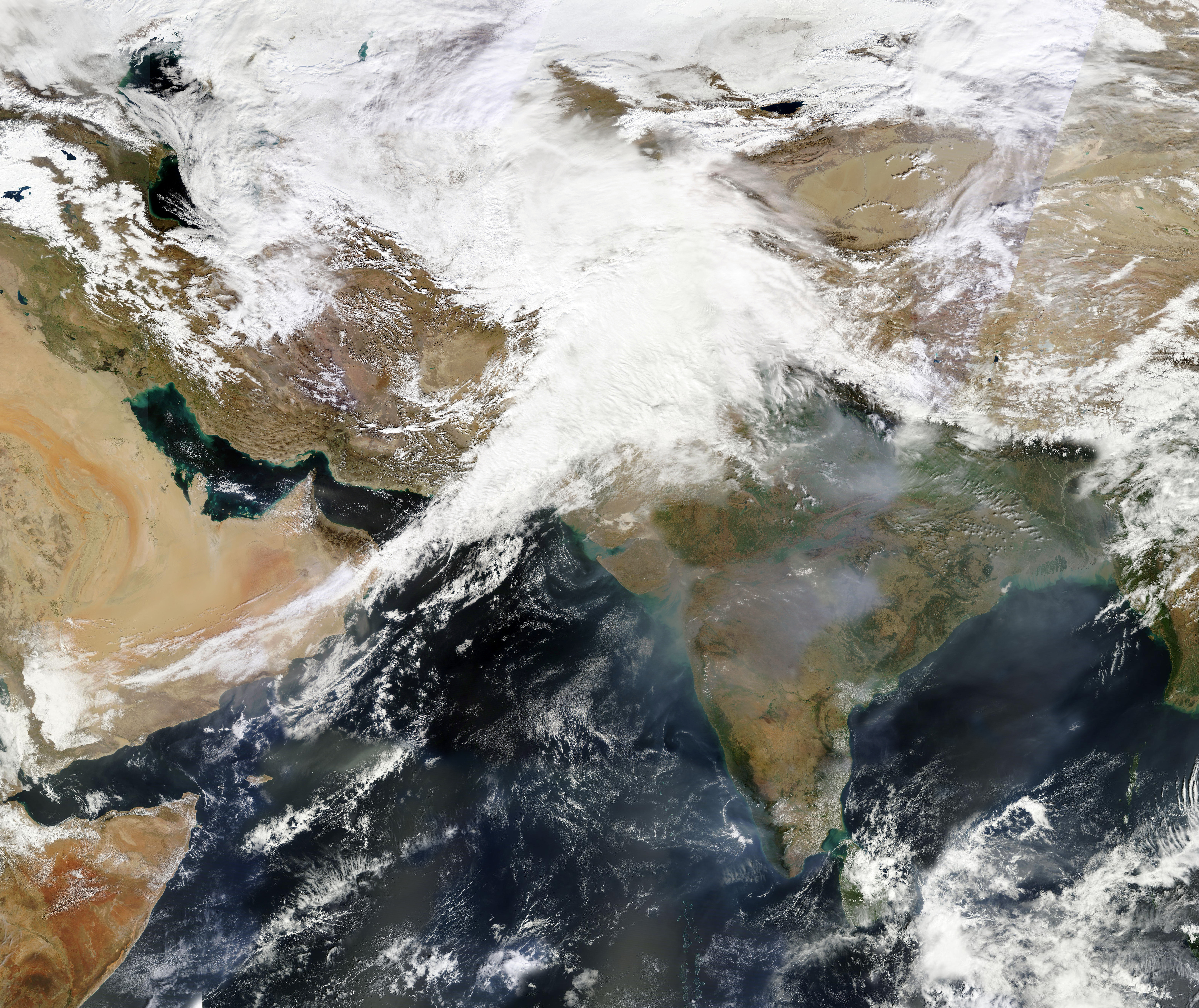
Una fuerte perturbación del este afectando a partes del norte del subcontinente indio en febrero de 2013.

Las perturbaciones del este, específicamente las que ocurren en invierno, provocan lluvias de moderado a fuerte en áreas bajas y fuertes nevadas en áreas montañosas del subcontinente indio. Son la causa  de la mayoría de las precipitaciones de invierno y premonzónicas en el noroeste de la India. La precipitación durante la estación de invierno tiene una gran importancia en la agricultura, particularmente para los cultivos rabi.
Las perturbaciones del este normalmente se asocian con cielo cubierto, temperaturas nocturnas más altas y lluvia inusual. La precipitación excesiva debido a las perturbaciones del este puede causar daño a los cultivos agrícolas, deslizamientos de tierra, inundaciones y aludes. Sobre la llanura indogangética, ocasionalmente provocan olas de frío y niebla densa.